# Obras cumbres (álbum de Sumo)
Obras cumbres es el cuarto y último álbum recopilatorio de la banda argentina Sumo, editado en el 2000 por Sony Music. Entre los treinta y siete temas, podemos encontrar una versión de la canción de Pablo Milanés, Años, que grabó Luca Prodan junto a Andrés Calamaro y que fuera editada en el álbum Grabaciones Encontradas DOS de este mismo músico.

## Lista de temas

### CD 1
1. Heroína (de Llegando los Monos)
2. La rubia tarada (de Divididos por la Felicidad)
3. Mula plateada (de Divididos por la Felicidad)
4. No acabes (de Divididos por la Felicidad)
5. Regtest (de Divididos por la Felicidad)
6. El reggae de paz y amor (de Divididos por la Felicidad)
7. Debede (de Divididos por la Felicidad)
8. Mejor no hablar (de Divididos por la Felicidad)
9. Divididos por la felicidad (de Divididos por la Felicidad)
10. No duermas más (de Divididos por la Felicidad)
11. Kaya (de Divididos por la Felicidad)
12. Fiebre (de Fiebre)
13. Cuerdas, gargantas y cables (de Fiebre)
14. Cinco magníficos (de Llegando los Monos)
15. Estallando desde el océano (de Llegando los Monos)
16. T.V. Caliente (aka Virna Lisi) (de Llegando los Monos)
17. El ojo blindado (de Llegando los Monos)
18. Fuck you (de Corpiños en la Madrugada)

### CD 2
1. Los viejos vinagres (de Llegando los Monos)
2. Nextweek (de Llegando los Monos)
3. No good (de Llegando los Monos)
4. Que me pisen (de Llegando los Monos)
5. Aquí vienen los blue jeans (de Fiebre)
6. No más nada (de Fiebre)
7. Crua chan (de After Chabon)
8. No tan distintos (1989) (de After Chabon)
9. Banderitas y globos (de After Chabon)
10. Mañana en el abasto (de After Chabon)
11. Hola Frank (de After Chabon)
12. Ojos de terciopelo (de After Chabon)
13. Lo quiero ya (de After Chabon)
14. La gota en el ojo (de After Chabon)
15. El cieguito volador (de After Chabon)
16. No te pongas azul (de After Chabon)
17. Brilla tu luz para mí (de Fiebre)
18. Callate Mark  (de Fiebre)
19. Años (Luca Prodan junto a Andrés Calamaro)
20. Noche de paz (de After Chabon)